# پارک تاریخی فو پرا بت
پارک تاریخی فو پرا بت (انگلیسی: Phu Phra Bat Historical Park) پارکی تاریخی در منطقه بن فو، استان اودون تانی، تایلند است. ویژگی متمایز این پارک، شکل‌گیری‌های سنگی غیرمعمولی است که در اطراف آن‌ها معابد مذهبی ساخته شده‌اند. برخی از این شکل‌گیری‌ها همچنین شامل نقاشی‌های سنگی پیش از تاریخ هستند.
این پارک توسط اداره هنرهای زیبا تایلند در سال ۱۹۹۱ تأسیس شد.

## جغرافیا
پارک فو پرا بت در ناحیه غربی کوه‌های فو فان بین اودون تانی و نونگ کای قرار دارد، و فاصله آن از هر شهر حدود ۶۵ کیلومتر (۴۰ مایل) است. مساحت پارک ۱٬۲۰۰ جریب فرنگی (۴٫۹ کیلومتر مربع) بوده و کاملاً در داخل فو فرا بات بوابوک واقع شده است.

## شکل‌گیری‌های سنگی
شکل‌گیری‌های سنگی غیرمعمول در پارک شامل ستون‌ها، سنگ‌های بزرگ و سنگ‌های متعادل است که پس‌زمینه‌ای برای هنر پیش از تاریخ و معابد مذهبی ساخته‌شده در آنجا فراهم می‌آورد. منشأ زمین‌شناسی این سنگ‌ها احتمالاً به فرسایش زیر دریا در حدود پانزده میلیون سال پیش بازمی‌گردد.

## هنر پیش از تاریخ
نقاشی‌های هنر پیش از تاریخ روی سنگ‌ها بهترین‌طور در جایی دیده می‌شوند که برخی از سنگ‌ها یک پناهگاه طبیعی را تشکیل داده‌اند. دیگر نقاشی‌ها به‌طور قابل توجهی محو شده‌اند. شکل‌گیری‌های معروف به تام ووآ و تام خون به‌ویژه نمونه‌های خوبی هستند؛ در اولی گاوها ترسیم شده‌اند و در دومی انسان‌ها. نقاشی‌های سنگی پارک به‌عنوان آثار متعلق به شش هزار سال پیش در نظر گرفته می‌شوند.

## اسطوره‌شناسی
شکل‌گیری‌های سنگی فو فرا بات، مکانی برای یک افسانه محلی دربارهٔ یک شاه، دخترش و خواستگار او هستند. برجسته‌ترین شکل‌گیری سنگی پارک،هو نانگ اوسا، جایی است که شاه محافظه‌کار دختر زیبای خود را مجبور کرد در آنجا زندگی کند. باوجود حبس او، او توانست پیامی به خواستگار شاهزاده خود ارسال کند و آن دو بر خلاف میل پدرش ازدواج کردند.

## معابد مذهبی
هو نانگ اوسا یکی از چندین شکل‌گیری سنگی است که معبدی در آن ساخته شده است. معابد اولیه به دوره دوارواتی در قرون هفتم تا دهم تعلق دارند. معابد دارای تأثیرات هندوئیسم و بودیسم هستند.
مهم‌ترین معبد پارک، وات فُرا پوتابات بوآ بوک است، جایی که یک استوپای سبک چام-خمری یک اتاقک را که رد پای بودای سنگی در آن قرار دارد، پوشش می‌دهد. این معبد یک مکان زیارتی است که هر سال در ماه مارس جشنواره‌ای برگزار می‌شود.